# هاري فوستر
هاري فوستر (30 أكتوبر 1873 في المملكة المتحدة - 23 يونيو 1950) (بالإنجليزية: Harry Foster)‏ هو لاعب كريكت بريطاني (وحمل سابقاً جنسية المملكة المتحدة لبريطانيا العظمى وأيرلندا). لعب مع نادي مقاطعة ورسسترشاير للكريكيت ‏ ونادي مارليبون للكريكت ‏ ونادي الكريكت في جامعة أكسفورد ‏.

## وصلات خارجية
- هاري فوستر على موقع إي آس بي آن كريك إنفو (الإنجليزية)